# کیژلانه
کیژلانه (به لهستانی:  Kizielany) یک روستا در لهستان است که در گمینا یانوو (استان پودلاسکی) واقع شده‌است.